# 大帝国
『大帝国』（だいていこく）は、アリスソフトより2011年4月28日に発売されたアダルトゲーム。ジャンルは地域制圧型シミュレーション。

## システム
概要
基本的に同社のゲーム「大悪司」「大番長」同様に自国と敵国のフェイズに分かれた上で交互にゲームが進んでいく。自国フェイズは「戦略フェイズ」・「戦術フェイズ」・「イベントフェイズ」の3つに分かれている。
まず、戦略フェイズで各種情報を確認して戦闘への準備をした後、災害処理という形で戦闘が行われる。次に、戦術フェイズで敵国の制圧や、そこから得た領地で施設を建設していく。最後に「イベントフェイズ」でプレイヤーは主人公・東郷毅の行動を選択する。自国フェイズが終わった後に敵国のフェイズが始まり、災害処理に近い形で防衛戦となる。
戦術フェイズ、災害処理、防衛戦は必ずしもゲーム中で発生するとは限らない。敵国からの進行がある場合、その敵星域のマーカーが変化して進行を知らせてくれる(隣接する時星域が複数ある場合、ランダムで決められる)。災害戦の場合はターン最初にどこに発生しているかが表示される。
星域間を移動するためには、何かしら艦艇が配備されている必要がある。また、敵星域でなければ配備されていればどれだけダメージを受けていても制約はないが、敵星域(侵攻戦)の場合はHPが全快の艦隊しか移動させることはできない。
Ver.1.02へのアップデートにより、後述のユーザー提督のような恩恵や新規艦艇といったイベントが起こるようになったが、変更要素の多さからかそれまでのセーブデータが使えなくなるため、実施時には注意が必要。
開発・造船
本作の戦力である艦艇は、開発と造船の2段階を経て増強することができる。これらを実行するには、それぞれ制圧星域から獲得できる「技術」「資材」を消費する必要がある。
開発は造船できる艦艇の種類を増やすためのもので、一度実行してしまえば同一艦艇に技術を投入する必要はない。開発できる艦艇は基本的に制圧星域が増えることで増加していくが、上位艦を開発するためにはまず下位艦を開発して次のターンまで待つ必要がある。
造船は所有艦を増やすことができる。資材さえあれば実質上限はない。また、造船画面では所有艦を破棄して資材に変えることができる。
提督・艦隊編成
参戦メンバーは「提督」と呼ばれ、指揮値・艦隊補正・編成枠・スキルの4つが設定されている。前二作と違い、提督には直接戦闘能力に関わる要素はなく、艦隊編成の自由度に影響する。艦隊編成をするにはHPが全快である必要があり。
各艦には必要指揮値が設定されており、提督の指揮値の範囲内で配備することができる。最大編成枠は4枠であるが、提督によってはそれよりも少ない場合もある。提督の指揮値は各提督の最終イベントを終えることで少しだけ上昇する(田中は例外)。
提督によって1～4番艦枠にはそれぞれ各種能力に補正が設定されている。マイナスである場合もあるが、該当する戦力を配備する必要はないため影響を回避することは可能。
一部の提督には「固定艦」が1番艦に配備されており、これはどうやっても外すことはできない。当然より強力な艦艇を配備できないため、性能強化は提督のレベルアップでしか不可能(固定艦への補正はすべて全性能強化)。
艦艇は単純に攻撃力だけではなく、特定の属性のダメージを減衰させたり気象の影響をなくしたりといった特殊なスキルを持ったものもあり、用途や敵戦力に応じて都度変更する必要がある。
ユーザー提督
パッチ1.02を適用したうえでいずれかのエンディングを迎えることより、ユーザーがカスタマイズした提督を登用することが可能となる。
全能力をほぼ自由に設定することができ、極端な能力にしたりが可能。スキルは既存のもの以外は何かしらの効果が割り当てられる。また、立ち絵も自分で用意したものを使うことができる。
戦闘
戦闘は侵攻戦と防衛戦(災害戦含む)があり、前者は成功すればその星域を手中にすることができ、後者は失敗すると治安(後述)が下がってしまう。
HPは艦隊全体のものとして扱われ、どれほどダメージを受けても0にならない限りは性能が下がることはない。また、HPが減るごとに戦闘時に表示される艦艇が減っていくが、完全に消滅したりはしない。
星域によって戦闘を行える回数が2回又は3回と異なっており、一方が全滅していなければ強制的に戦闘が続行される。ただし、戦闘ごとに制圧を実行するか否かを選択できるため、制圧条件を満たせば無理に最後まで戦う必要はない。
どちらの場合でも最大4つの「戦域」が存在しており、それぞれ「戦況影響度」が設定されている。各戦域に対して4艦隊、星域全体で8艦隊配備することができるが、基本的に戦闘開始時しか配備を行えない。
戦況影響度は敵戦力の総HPに対する割合で増加するが、配備した艦隊が全滅してしまった場合は敵戦力に関わらず0になってしまう。星域全体の戦況影響度が一定以上となれば勝利となり、侵攻戦の場合は制圧を成功させることができる。戦況影響度の幅はかなり広く、戦闘の内容によってはHPを削りきらなくても勝利することができたり逆に全滅させないと勝利できなかったりする。
侵攻戦の場合、戦域によっては全滅させることで資材・技術のボーナスが得られたり、イベントが発生して提督・艦艇・捕虜を獲得できたりする場合がある。これらは多くの場合は必須ではなく、手が空いてれば攻める形になる。
戦闘に勝利すると、参戦メンバーには経験値が入り、規定値に到達すればレベルアップする。本作のレベルは0～10となっており、上がるごとに全枠の補正値が各提督ごとに決められた値だけ上昇する。
艦艇戦力
戦力は、航空・レーザー・ミサイル・鉄鋼弾の4種が存在しており、この順番でそれぞれ攻撃が行われる。つまり、最大4回攻撃を行うことが可能。各攻撃力は配備された艦艇の攻撃力の和となる。また、同種の戦力による行動順は索敵値が高い方が優先される。
- 空母：航空のみを戦力として持つ艦種。最速で攻撃できることに加えて戦艦に次ぐ攻撃力を持つ。同型の中で正規空母と大型空母があり、大型は必要指揮値・索敵・攻撃力が高め。最上位版である「零式」が存在しない。
- 戦艦：高い指揮値・資材・技術を必要とし、配備すらできない提督もいるが、主に強力なレーザーと高いHPを持つ。一部ではレーザー以外の武器も装備している戦艦もある。索敵値が低いため、防衛・索敵艦のサポートが必須。
- 巡洋艦：戦艦と駆逐艦の中間で、同型の戦艦の半分程度のコストとスペックとなっている。戦艦のフォローや指揮値が低い提督の主力などを務める。また、戦艦と巡洋艦の中間の性能を持つ小型戦艦というものもある。
- 駆逐艦：低い攻撃力・HPと索敵艦ほどではないにしても高い索敵力を持つ。また、必要な指揮値が索敵艦より低いため、穴埋めとしても使える。鉄鋼弾を装備したタイプもある。
- 潜水艦：配備された艦艇全てが潜水艦で統一されている場合、対潜スキルを持つ艦隊以外には攻撃されない特性を持つ。強力な鉄鋼弾を有しており、大怪獣などのHPが高い相手にはほぼ必須。一部では鉄鋼弾以外の武装を持つものもある。
- サポート艦：前述した、特殊な能力を有する艦艇。サポート性能はかなり高いが、HPが低く一つの能力しかないため、用途以外では全く役に立たない。
- 魚介類：魚市場を配備することで配備される予備戦力。性能はさほど高くないが、ものによってはスキルがあったりと便利。
- その他：記念艦・宇宙動物・鹵獲又は提供された異国艦・看護婦・おっぱい艦など、本作には大まかな括りに収まらない多様な艦艇が存在している。大体がイベントによって入手できるが、それゆえにほぼ一品物である。

天候
星域によって、特殊な天候が発生している場合がある。これはターン経過で発生したりしなかったりするものと常に発生しているものがある。何が発生するかは星域ごとに固定。
基本的に、特定攻撃のダメージが一定割合だけダウンしたり特定攻撃自体が実行されないというものであり、この天候に応じた艦隊戦力をいかに構築するかが極めて重要。
天候の効果は、その星域にいる全ての艦艇に適用され、天候の効果を無効にするスキルの影響はその艦隊が配備された戦域に対してのみ有効である。
制圧関連
治安は前作までの制圧度相当でありターン経過で減少しない。本作では、成功さえすれば一度の侵攻戦で一気に制圧まで持って行けるが、資材・技術を獲得するためには8段階ある治安を最大まで持っていかなければならない。
治安の上昇度はスキル補正がない場合は誰であっても1となっている。一方、減少量は敵勢力からの防衛戦に失敗すると7も減少してしまい、0を下回ると制圧されてしまう。災害戦の場合は減少量が3だけであるが、基本的に治安が0になるまで居座られ、0になると同時に災害自体がその星域から消える。また、災害が居座っている間は治安は上昇しない。
いうなれば日本に対する支持率といえるものなのか、イベントで強制的に奪取された場合でも治安はそのまま維持される。再制圧するまで無効状態で、その間勝手に減少することもない。
制圧した際、特殊な効果を持った施設を建造できる。何が建造できるかは星域ごとに異なるが、魚市場だけはどこでも建造できる。建造タイミングはこの時だけで潰すことはできないが、一度制圧されてもすでに入手した艦艇などの恩恵は失われない。奪い返すことで新たに建造することは可能。
ルート
作中の選択肢や進行内容によって、ストーリーはいくつかに分岐する。大まかに分けると日本化ルート、世界大戦ルート、日独戦争ルートの3つ。また、
- 日本化ルート：帝が提案する「世界日本化計画」を実行するルート。資材・技術の獲得量が減るため、厳しい戦いを強いられる。治安を最大にすると日本化となり、一定以上日本化できているか否かでエンディングが分岐する。
- 世界大戦ルート：日本化計画に反対すると突入するルート。ガメリカ・エイリスをどう攻めるかによって展開が分岐する。スカーレットやラムダスなど、分岐するエンディングが最も多い。
- 日独戦争ルート：ドクツが不利に傾くまでに特定の星域まで進行すると分岐する、エイリス・ガメリカ・ソビエトが枢軸同盟に全面降伏という史実一切無視のルート。日本化に賛成しているか否かは条件に含まれない。エンディングは一つに固定。

また、ある条件で人工大怪獣バージニアを倒すと、裏ルートであるキングコア編が解放される。キングコア編はCOREの世界征服を描いた内容であり、凌辱シーンが多い。
ゲームのクリア
本作では基本的にターン制限はない(大幅なターン経過による戦況の変化はある)。そのため、100ターン以上かけてじわじわ攻めることも可能であり、難易度は低めといえる(序盤は3つの国から攻められたりその合間に災害が発生したりとかなり忙しいが)。
日独戦争ルート以外では敵対勢力を全滅させてもそれで終了とはならず、イベントフェイズでエンディングイベントを実行することでエンディングに突入する。そのため、やり残したイベントを粗方やってから終えたりエンディング条件をずらして別エンドに向かうことも可能。
日独戦争ルートの場合は、主星ベルリンに隣接することでイベントが進行していき、特定の星域まで進めるとターン経過によって終える形となる。ただし、時間がかかりすぎるとバッドエンドとなってしまう。
エンディングに到達すると後述の実績が付く他、以降のプレイでクリアボーナスを受け取ることができる(新しく始める必要はない)。
実績
特定の条件を達成することで獲得できる。ただし、あくまで指標であり、特に恩恵はない。達成した時点で取得でき、取得したらロードしてやり直してもいい。
主に、各星域で魚市場を建てたか・一部施設を可能な限り建造したか・大怪獣を撃破したか・東郷が戦闘を行っていないか・特定の強敵を撃破したか・各エンディングを迎えたかで獲得できる。

## ストーリー

### 本編
統一宇宙暦939年。星域ネットワークに君臨する大国のあいだで戦争が始まろうとしていた。日本帝国、ドクツ第三帝国、イタリン共和帝国ら枢軸国は、超大国のガメリカ共和国や共有主義国家の人類統合組織ソビエトら連合国と対立。奇跡を起こす少女帝から日本帝国海軍長官に任じられた東郷毅は宇宙全域にわたる激しい戦いに臨むこととなる。だが、国力差の前にドクツ第三帝国は壊滅。総統の美少女レーティア・アドルフは絶体絶命の危機に追い込まれ、日本帝国も窮地に立たされることになる。

### キングコア編
ガメリカの四大財閥が製造したサイボーグ戦士COREは、首領のキングコアに率いられ人類に対する反乱を起こす。ガメリカは早々に陥落し、住民たちは殺戮と強姦の憂き目にあう。それは財閥令嬢のハンナ・ロックとキャロル・キリングも例外ではなかった。二人の女性はCOREたちから犯される日々を送ることとなり、やがて妊娠する。コアはさらに日本帝国も撃破。国家元首の少女帝を拘束し、衣服を裂いて凌辱し、その様子を国民に放映した。エイリス帝国もCOREの前になすすべもなく敗れ、女王であるセーラ・ブリテンも男たちの奴隷とされて父親不明の子を何度も孕まされる。その他の国も同様の憂き目にあい、人類はCOREに支配されることとなった。

## 登場人物
声の出演は『大帝国パーフェクトガイドブック』エンターブレイン、2011年11月、ISBN 9784047276598、を参照

### 日本帝国／大日本帝国／超日本帝国
アジア星海域東の果てにある小さな帝政国家。柴神により任命された「帝」を中心に治められる世界最古の国家。現在は中帝国と戦争中。しかしアジア星海域の支配を目論む、世界最大の大国であるガメリカ共和国からの圧力にさらされており、中帝国との即時戦闘停止を手始めに、軍の解体、ガメリカ系資本の無条件支援、ガメリカ軍駐屯容認と予算の負担という常識外れな要求を突き付けられている。国政は海軍長官の東郷、外務長官の宇垣、陸軍長官の山下、内務長官の猫平、帝の五人で決まられるが、基本的に猫平長官は参加しない。首都は日本星域。
帝（みかど）
声 - 青井美海
日本帝国の元首。清楚可憐な美少女にしか見えないので知らない人が謁見すると大抵驚かれる。短い黒髪に茶色の目をした、少し幼い印象の容姿。優しく明るい性格で周囲への配慮を欠かさない。神聖な力をもっており、神風と呼ばれる現象を起こすことができる他、老化がかなり遅い。処女。東郷に強い恋心を抱いているが、立場上それを公にはできない。他にも色々不自由が多い。なお、帝にはいくつかの資格があり、性格を含めて条件を満たした人間を現人神たる柴神が見つけ出して任命するという形であり、その特殊な方法故に腐敗が極めて起きにくいという性質を持つ。
征服星域を植民地にするというやり方は反発が起きると考え、全ての星域を本星域である日本と同じ待遇にする「世界日本化計画」を提案する。この提案に賛成すると資源・技術の獲得量が2/3になってしまうが、このルートでなければ目にできないエンディングやキャラが存在する。
その能力の秘密は、柴神が「向こう側」との接点を少しでも減らそうと入り口であるブラックホールをその身に隠してある、というもの(本人も知らなかった)。上記の計画に賛成せずにいくつかの条件を満たすことで突入できる「人類の天敵」と決着をつけるルートでは、その身に宿したブラックホールを解放したことでただの少女に戻る。
イベントをこなすことで、彼女も提督として参戦する。日本化計画に賛同した場合は戦艦となった皇居に乗船する。こちらは柴神を使いやすくしたような形で、初期値こそ低いが彼と違ってレベルアップする。賛同しない場合は、イベントをこなすことで怪獣姫となって富嶽に乗船(？)する。こちらは、非常識なほど強力であるが、体に負担がかかるために3回しか戦闘に出せない。また、彼女が仲間になる場合、自動的に柴神は提督から除籍される。
キングコア編では日本帝国が崩壊したあと柴神とともに脱出し、神風による逆転を期するが、虐殺されそうになっていた民衆を救うために、COREに降伏した。捕縛された帝に待っていたのは、凄惨な凌辱だった。COREの兵士によって裸とされ拘束された帝は、その様子を国民に放送されながら純潔を奪われた。さらに大量の薬物とバイブによって調教され、理性と優しい心を失い、苦しみから逃れるために民衆の虐殺に同意してしまう。追い詰められたその精神は凌辱を東郷によるものだと錯覚してしまうようになる。その後は目も虚ろになり、牢獄のなかで多くの男や動物の相手をさせられて妊娠した。
東郷 毅（とうごう つよし）
声 - 一条和矢
本作の主人公。冒頭、国内で裏切りが発生したことで死亡した海軍長官(モブ)に代わって就任した。類稀な指揮官としての能力を持つ。
妻のスカーレットを失ったため、実の娘・真希がいるにもかかわらず、様々な女性と付き合っている。ただし、もれなく独占できるような相手ではないとして全員で共有する形となっており、特に不満を抱かれたりはしない。デート・人心把握・フォロー・ベッド内といったあらゆる面においてほぼ完璧にこなし、処女さえ早々に快感に浸らせるテクニックを持つ。一方で、本人が望むもしくは本人のためになる場合でなければ無理に抱こうとはしない(二心があって求めてきたらやんわり拒否する)など、しっかりとした一線を引いている。
カテーリンの洗脳を跳ね除け、女神に気に入られたりと、上記の女性関係を含めて出鱈目に近い能力(設定)を持つが、基本的にただの人間である。
高い指揮値・強力な補正・扱いやすいスキルと主人公らしく隙の無いスペックを持ち、ほとんどの役割をこなせる。さらに、イベント後に周期的に真希が乗船するようになり、その際は一切ダメージを受けなくなる。ただし、1番艦は旗艦「長門」で固定となっており、潜水艦は使えない。
山下 利古里（やました りこり）
声 - 高槻つばさ
陸軍長官。21歳。黒髪ロングの美しい女性。精神主義者。非常に堅物であり、ナンパな性格である東郷のことを嫌っているが、能力は認めている。
周辺宙域にいる防衛隊を撃破した後、主星を制圧する役割を持つ。イベントをこなすことで東郷にデレるようになり、一度だけ防衛戦力が残っていても制圧できる「陸軍突撃」を実行できるようになる。異性の免疫が全くないため、ベッド内では顔が真っ赤＆グルグル目というギャグ一歩手前な顔になってしまう。
キングコア編ではゲリラ活動中に捕虜となり、処女だったにもかかわらず何十人もの男に性的奉仕を行った。全裸のまま首輪をつけられて家畜のように扱われ、動物たちに犯され見世物とされた。

宇垣 さくら（うがき-）
声 - 胸肩腎
外務長官。男性。禿げ上がった頭と、頭上の大きなバツ印の傷が特徴。ナンパな東郷や小国と見下す大国とのやり取りにはよく憤慨している。堅物ではあるものの色気に弱く、ドクツのレーティアとの外交では彼女に感化されつつも、不平等な条約を安易に持ち帰るようなことはしなかった。
イベントを起こすことで、彼も提督として参戦する。初期能力はぱっとしないが、自身が駐留する星域への進行を遅らせるスキルを持つ。また、侵攻戦で艦隊が壊滅すると致命傷を負ってしまい、そのたびにサイボーグ手術を受けて人間離れしていく。このイベントが起きるたびに艦隊補正が大きく変化する。

猫平（ねこひら）
内務長官。あれこれと理由をつけて、御前会議にはほとんど参加しない。帝も含め、もはや全員諦めている様子。
柴神（しばがみ）
声 - こんつ
日本を支えている不老不死の神様。外見は人型の柴犬。宇宙空間に放り出されても死なない。時々、犬っぽい。非常に気さくで、モフモフされても困惑こそしても怒ったりはしない。
平賀が空母とその搭載機「ゼロセン」を開発した際は勝手にテストパイロットとしてゼロセンに搭乗し、大いに乗り心地を満喫した。実戦でも搭乗する気満々だったが、提督だからと説得されて渋々諦める。日本化ルートで帝が仲間になると提督ではなくなるため、無事パイロットとして活躍できるようになる。その影響なのか、帝の2番艦の補正は航空となっており、航空と縁のない彼女にしては最初からプラス補正となっている。

東郷 真希（とうごう まき）
声 - 青葉りんご
東郷の一人娘。幼いながらも非常にませており、父親が複数の女性と親しい関係になっていることを把握した上で、ステータスの一種だと考えている。
危機に反応してバリアを張るという特殊な能力を有している。帝のそれと違い、彼女の能力に関しては詳細不明。その防御力は非常に堅固であり、ブラックホールの超重力にさえ耐える。
世界日本化計画をおおむね達成することで到達できるエンディングでは、秋山と結婚したらしいことが語られている。
年齢が年齢なので、流石にそういうシーンはない(割と年が近いと思われるカテーリンはあったが)。

秋山 敬一郎（あきやま けいいちろう）
声 - 風見健
黒髪ロングが特徴である東郷の参謀(ただし男)。といっても、作戦立案は東郷がやるので、どちらかというとスケジュールを守らせたりとマネージャーのような立場。そのため、常に胃痛に悩まされている他、周囲に頭髪の心配をされること多数。本物の占い師であるフリスに明言されてしまっているため、実質ハゲは不可避。

山本 無限（やまもと むげん）
声 - 加能永次郎
すでに引退していたベテラン提督。中帝国の策略で日本海軍が人手不足となってしまったため、急遽招聘された。
老いてなおその能力は高く、提督としての能力は東郷に次ぐレベル(自由度はむしろ上)。さらに、駐留宙域の治安回復度を＋1(実質2倍に)するという戦闘以外でも頼もしい能力を持つ。しかし寄る年波には勝てず、侵攻戦で戦闘を行うと一定確率で持病が悪化し、数回起こすと次ターンに死亡してしまう。

古賀 ひとみ（こが-）
声 - 澄白キヨカ
山本の体調管理を務める看護婦。おとなしい性格で、たまにセクハラを受けている。
元々は戦闘員ではなかったが、山本が死去する前に後継者として彼女を指名したことで彼に代わって提督となる。仲間になるとお守りのようなものとして彼の提督服を肩に羽織った姿となる。ちなみに、レベルは山本のものを引き継ぎ、性能も一切変わらないため戦力ダウンはしない。
実は多重人格者であり、裏人格は彼女が危機に陥ると表出する。表人格を守ることを目的としているため危険性はないが、彼女の振るう言葉の鞭は乗員の気分を異様に高揚させる。結果、目覚めてしまった乗員多数。周囲に知られてからは危機でなくても表出している。また、裏人格はギャンブラーでもあり、凄まじい幸運の持ち主でもある。山本もギャンブルをするタイプなため、裏人格には気づいていた模様。
なお、山本・古賀という姓は同社の作品「大悪司」に登場する主人公とヒロインの一人と同じ。無限という名前も主人公の祖父・父親と同じ系列といえる。

南雲 圭子（なぐも けいこ）
声 - 彩世ゆう
海軍提督。本来は彼女の夫が提督だったのだが、人手不足につき能力を重視したところ、彼女が提督で夫は副官となった。当然夫は完全には納得しておらず、イベントを進めると関係が悪化して離婚してしまう。
全ての艦隊補正がHPという堅牢なキャラ。さらに、同戦域にいる提督の経験値獲得量を増加させるというもので、サポーターとして優秀。

田中 雷蔵（たなか らいぞう）
声 - 永倉仁八
海軍提督。猪突猛進な未熟者であるが、実は東郷から期待株として注目されている。当初は戦略を学ぶことに対して否定的だったが、ミスで大損害を出してしまった際に恥をかくことを嫌う性格を指摘されたことで、東郷に頭を下げてでも戦術を学ぶ決断をする。日本化EDでは、50年経っても元気にやっている様子。
初期指揮値が低く戦艦一隻すら配備させることができないが、様々なイベントを起こすことで指揮値が増えていき、最終的には倍以上になる(それでも戦艦2隻は不可能だが)。鉄鋼弾の攻撃力補正が非常に高く、潜水艦を開発できるようになると活躍する。また、スキル「爆走」によって1ターンに2回移動することができ、様々な勢力から同時に狙われることが多い本作では方々を飛び回ることになる。
彼女を欲しがっており、落ち込んでいるレーティアに声をかけたりしている。一方、実は男らしい性格に惹かれる女性もそれなりにいるのだが、格好つけて女性との関係を打ち切る傾向にあるため、自ら機会をつぶしていることに気付かない。

小澤 祀梨（おざわ まつり）
声 - まきいづみ
海軍提督。オープンオタクの腐女子。もっぱら東郷と秋山に「注目」している。
1番艦の索敵補正が非常に高く、それなりに戦力も配備できるため先手を取って相手を倒す際は非常に役に立つ。また、空母が開発されると航空戦力によるダメージを10%アップさせるスキルを習得するなど、要所要所で活躍できるスペックを持つ。

平賀 津波（ひらが つなみ）
声 - 緒田マリ
海軍・軍事技術研究所所長。大人の女性であるが、声を含めてかなり子供っぽい。そのため、普段は威厳を出すため知能を強化した猫「久重」に喋らせており、久重が余計なことを言うとスパナでぐりぐりする。
落ち着いた性格であるものの、新開発の兵器を自慢したがったり宇垣をサイボーグ化するといったマッドサイエンティストじみた一面を見せる。

五藤 ミサキ（ごとう-）
声 - 東かりん
オープニングで東郷と朝チュンしていた女性。事務官で、戦闘には参加しない。
日本化ルートの場合、日本化を指揮する責任者となるも、忙しすぎて東郷との時間を取れなくなってしまう。

平良 英知（たいら えいち）
声 - どぶ六郎
海軍提督。日本至上主義者で、他国の人間を見下している。日本化ルートでのみ登場する。本来は誠実な性格だったようだが、現在はひどく歪んでいる。
優秀な日本人の子度を産ませるため、従妹のいずみに東郷を誘惑させて関係を持たせようとしている。一方で、かつての誠実さの片鱗なのか、自身に服従するいずみに手を出してはいない。
日本人以外が提督として採用されていることが許せず、最終的には配備された艦を奪って離脱し、真日本帝国を名乗って敵対勢力として参戦する。壊滅に追い込むと捕えられ、説得を試みる帝に怨嗟の言葉を吐いて自害する。

福原 いずみ（ふくはら-）
声 - 逢川奈々
平良の従順な部下である海軍提督。平良の指示で東郷を誘惑するも、上記の通り一線を引いている彼からは一切相手にされなかった。
彼女が慕っていたのは歪む前(あるいは歪みが表出する前)の彼であり、今の彼を本当に好きかと問われて思い直し、思いを断ち切る。なお、このイベントまで進めなかった場合、平良の離脱とともに彼女も離脱してしまう。

明石大佐（あかしたいさ）
声 - 蘭丸
あらゆることをこなす伝説のスパイ。帝が持つ法螺貝を吹くことで、どこからともなく現れ、吹いた人のお願いを聞いてくれる。
イベントを発生すると呼び出せるようになり、資材提供・技術提供・全提督回復・防衛戦力として登場、といった強力な効果を無制限に実行できる。しかし、使用回数は実績に記録されて消すことはできない上に、その周回で到達できるエンディングが制限されてしまう。

女官長ハル（にょかんちょう-）
声 - 高槻つばさ
帝にあるべき一線を保たせるためにあらゆる手を尽くす女性。彼女の検閲の前では、少女漫画など黒塗りのページしかなくなってしまう。
普段は結った髪に尖った眼鏡といういで立ちだが、帝の命令でメイド姿となった際は美女としての姿を披露する。

頭脳戦艦・夕張（ずのうせんかん・ゆうばり）
声 - 桜川未央
パープルヒララと呼ばれる思考する鉱石をコアに使った疑似人工知能を搭載した戦艦。戦艦というが実際は駆逐艦である様子。女性としての姿をCGで作成しており、朗らかな少女となっている。
その特性上、一切艦隊編成ができず、夕張のみで戦闘を行う。単純な戦力としてはやや頼りないが、8割の確率でダメージを8割カットするというスキルによって生存力は割と高い。レベルを最大にすると、同種の鉱石「グリーンヒララ」による同型艦が追加されてパワーアップする。

伊藤閣下（いとうかっか）
海軍提督にして、人間国宝である男性。日本化しない場合、大量の資源をもらう代わりに仲間にできる。全キャラ中最高クラスの指揮値を持つが補正値は一切なくレベルも加入時でカンストしているなど完成されたステータスとなっている。

戸隠 五太郎 長政（とがくし ごたろう ながまさ）

大原 勝正（おおはら かつまさ）

須田 一本背負い（すだ いっぽんぜおい）

金杉並（かねすぎなみ）

角田 忍太郎（つのだ にんたろう）

高須 砂男（たかす すなお）

山口 ギャモン（やまぐち-）

有馬 兎子（ありま とこ）
陸軍大佐。女性。21歳。かつてはヤクザの情婦として慰み者となっていた。

栗田 アスパラ（くりた-）

遠藤 鉄菜（えんどう てつな）

### ドクツ第三帝国
ヨーロッパ星海域にある国。大国であったが前大戦の敗者であり、ドクツ二等国と名前を奪われ、経済危機に苦しんでいた。現総統レーティア・アドルフにより急激に経済回復と国力の立て直しが図られ、軍事力も増強されている。イタリン共和帝国の制度を真似してファンシズムによるアイドル総統を作り上げたが、その総統が本物の天才であったため、状況が一変した。
前大戦の敗北とどん底を知った国民の這い上がろうという意思は強く、国力はガメリカ・エイリスに及ばないが、兵器の性能や将兵達の能力・士気は両大国を凌駕しており、ドクツ再建の希望を与えた総統に国民全員が最後までついていく覚悟まで持っている。ポッポーランドや北欧連合を瞬く間に滅ぼし、日本帝国、イタリン共和帝国と共に枢軸国の中核国となる。
しかし、レーティアが優秀すぎた結果、他人に頼る・任せるといったことができず、他の人間も彼女に重大な決断はおろか些細なものまで任せっきりとなってしまったことで、支配星域が増えるごとに負担は増大。イタリカの戦術ミスやクーデターなどに足を引っ張られたこともあって、とうとう倒れてしまう。全てを彼女に任せていた各部署は満足に引き継ぐことができず、しばらくして回復するも戦況は劣勢へと傾いてしまった後であった。
そして、劣勢を覆そうと無謀な戦いに挑んだことで元帥二名を失い、最終的には首都であるベルリン星域までもがソビエト軍に占領されてしまう。
首都はベルリン星域。しかし、ベルリン制圧の際のトラブルによって、ワープゲートも併せて星域ごと消滅してしまった。
レーティア・アドルフ
声 - 柚木サチ
総統兼アイドル。宇宙一の天才である金髪碧眼の美少女。同時に、アイドル衣装を身にまとって国威発揚することで、非常に高い支持率を誇る。ただし、一部のプロモーションは彼女の許可を取っていないものがあったりする。
元々はさえないの少女だったが、ドクツを変えようと道端で選挙活動をしていたところ、偶然出会ったゲッベルスに魅力を見出され、様々な特訓によってアイドルとしての技量を獲得して現在に至る。そのため、アイドル活動は本懐ではなく、ゲッベルスのプロデュースに困惑することもあった。
壊滅間際のベルリンにて最期を迎えようとしていたところ、極秘で潜入してきたデーニッツと東郷によって救出されるも、甚大な被害を出してしまったことで自信を喪失してかつての冴えない姿となって沈んでしまう。しかし、かつての部下が自分を信じて励ましてくれたことで復活。日本軍の提督として統一に力を貸すことになる。
異性との付き合いは全く経験がなく、あまりの擦れてなさとお試しに近い感覚だったこともあって、東郷とデートした際はデーニッツ曰く「お子様」と評されるような扱いを受けてしまった。なお、年も近く生真面目で同胞のような感覚でいたデーニッツが東郷と経験済みだと知った際は驚愕していた。
提督としての能力は、東郷や山本を凌駕する最高レベルの指揮値と完全自由な4枠を持つ。補正も癖のない構成であるが、上昇率が低めでスキルを持たないと良くも悪くも完成に近いステータス。
日独戦争ルートでは、突如ゲッベルスが暗殺されかけて重体となって精神の平静を乱してしまう。その隙を付け込まれ、ヒムラーに犯人は日本だと吹き込まれ、また愛を囁かれたことで彼の意のままに日本に対して宣戦布告をしてしまう。しかし、ヒムラーが彼女の能力と気質を見誤り、無茶な要求を繰り返したことで再び体調を悪化させてしまう。最終的には無理を押して比類ない動力部「子猫機関」を開発するも、用済みと判断したヒムラーに嵌められて全てを告白された上で日本へ無謀な特攻をさせられてしまう。しかし、復帰していたゲッベルスによって救出され、日本に協力。子猫機関を凌駕する「子犬機関」を新たに開発してヒムラーを打ち倒すことに成功する。

グレシア・ゲッベルス
声 - 飯田空
宣伝相。敏腕マネージャー。道端で見かけたレーティアに惚れ込み、恋人とのデートを放り投げて彼女に声をかけたことで全てが一変することになった(ちなみに、後日文句を言ってきた恋人は一方的に振った)。レーティアをプロデュースすることに関しては無類の熱意と才能を誇り、時には彼女を強引に説得し時には意見すら聞かずにドクツにおける支持率維持を担っている。振り回してこそいるが、レーティアにとって最も近くにいる精神的支柱であり、いなくなるとレーティアの精神に多大な悪影響を及ぼす。
日独戦争ルートでは意識不明の重体となってしまうが、中盤にてレーティアの信望者によってヒムラーに秘匿された状態で復帰。仮面とウィッグで正体を隠した「ハップスブルグレディ」としてレーティアを救出しようと暗躍する。ちなみに、非力。
戦闘員ではないため、直接戦闘に参加することはないものの、日独戦争ルートでエンディングを迎えるとハップスブルグレディを提督として参戦させることができる。こちらでの能力は、1枠しかないが高めの指揮値と強力な補正を持っており、他のクリアボーナスと組み合わせるなりするとかなり強力なキャラとなる。

エルミー・デーニッツ
声 - 金松由花
提督の一人で、技術面に長けている。おとなしい性格。日独同盟締結に伴い、日本に出向してくる。当初は慣れない外国に寂しい思いをするも、東郷との交流で日本でも話す相手ができるようになる。イベントを一定回数起こさないもしくは日独戦争ルートでは離脱してしまう。レーティア救出後は好意を抱くようになった東郷に身を捧げ、後にレーティアに惚気話をするようになる。
固有艦がレーザー・ミサイル装備の潜水艦という非常に特徴的。そのため基本的に潜水艦隊を構築することがメインとなるが、2番艦以降の艦隊補正が全くないので、潜水艦の鉄鋼弾を生かしづらかったりする。
アイゼン・マンシュタイン
声 - 加能永次郎
「鋼鉄の灰熊」の二つ名を持つ堅物の元帥。ロンメルとは当初は反りが合わなかったが、実力を目にしたことで理解者となる。何だかんだで彼もレーティアのファンである。世界大戦ルートではドクツが不利に傾いた戦況を覆すべく奮闘、日独戦争ルートではレーティアの目を覚まさせるためにあえて反逆者となってヒムラーに攻撃を行うも、どちらも行方不明となってしまう。ただし、死亡はしておらず、世界大戦ルートではソビエト軍に捕獲・洗脳されてソビエト軍人と化し、日独戦争ルートではゲッベルス同様レーティアのシンパに助けられてロンメルらとともに水面下で動いていた。
なお、ドクツが優勢の場合、カテーリンが殺されてしまうが、前線を任されていたマンシュタインは彼女を殺すことまでは考えていなかった。
鉄鋼弾のダメージを減衰させることができる珍しいスキルの持ち主(艦艇にそのスキルはない)。減衰量は少ないが、砂塵の中であれば鉄鋼弾のダメージを0にできる。指揮値は高めだが、補正が少々寂しい。ちなみに、1番艦は痛戦艦「アドルフ号」で固定。固定艦にしては性能が高い。

エル・ロンメル
声 - 小次狼
「砂漠の狐」の異名を取る若き元帥。飄々とした性格であるが頭の回転が速く、ゲリラ・籠城戦においては高い能力を持つ。世界大戦ルートでは北アフリカ戦線で行方不明となり、以後収容所に収容されていた。日独戦争ルートではヒムラーを危険視してレーティアに黙って暗殺を試みるも失敗、逆に返り討ちに遭ってしまうが、マンシュタイン同様にレーティアのシンパに救出される。
全性能強化2つと索敵強化2つ、高めの指揮値と戦艦運用に長けた能力を持つ。また、彼のイベントを進めると小型戦艦の上位版が開発できるようになる。

VTVN
声 - 風見健
アドルフの師匠である天才。現在は提督を務めている。容姿はベートーヴェンに酷似する。世界大戦ルートでは顔出し程度で、日独戦争ルートでのみ交戦機会がある。ヒムラーにそそのかされた教え子を救うために日本軍に協力するようになる。
各枠で得意とする武装が異なるという、混成艦隊向けの能力を持つ。ただし、指揮値がさほど高くないのが難点。

トリエステ・シュテティン
声 - かわしまりの
「鉄の女」の異名をとる女性戦術士で、マンシュタインに憧れている。
名前の由来は人物名ではなく、鉄のカーテンの南側にあるトリエステと北側にあるシュテッティンを組み合わせたものである。
日独戦争ルートのマンシュタイン反逆後でないと加入させられないため、かなり加入が遅い。高い全能力強化があったりなど決して弱くはないが、タイミングに合っているとは言えない。一方、彼女のイベントを進めるためには何度か戦闘に参加させる必要がある。

ノンツィヒ・ヒムラー
レーティアの私設親衛隊隊長。当初親衛隊はファンクラブでしかなかったが、それが軍部の目に留まり、紹介されたのがきっかけでレーティアと積極的にかかわるようになる。
世界大戦ルートでは目立った活躍もなくいつの間にか退場してしまうが、日独戦争ルートの条件を満たすと北欧後に眠っていた大怪獣「ザラマンダー」を覚醒させ、さらにそのコントロールに成功したことで新たに元帥を任されるようになる。
実は異端の宗教「ドーラ教」の熱心な信者であり、世界と人類を神体「ドーラ」に捧げることを目的としていた。レーティアとの逢瀬もそのための手段に過ぎず、ゲッベルスがドーラのことを様付けをしなかっただけで陰で激昂していた。
ゲッベルスに信者であることを嗅ぎつけられたことで彼女を危険視、意識不明の重体に追い込みつつ精神が不安定になったレーティアを篭絡する。その後、レーティアを切り捨て、子猫機関の圧倒的なスペックに任せて世界のほぼ全てを掌握するも、子犬機関の出現によって有象無象に過ぎないドクツの提督は瞬く間に敗北。加えてレーティアが軍事作業のほぼ全てを一身に背負っていたことを知らなかったために作業が回らなくなる。さらに、実は生きていたレーティアが己の恥も厭わず全てを暴露したことで国賊扱いとなり、とうとう追い詰められて敗北するのであった。

### ガメリカ共和国
ガメリカ星海域を支配する超大国。エイリス帝国から独立した若い民主主義国家。世界最大の国力を持つ資本主義の中心地であり、自由と平等と正義を愛する。
実際は建国時からガメリカ四大財閥である軍需産業の「キリング財閥」、金融業の「ロスチャ財閥」、天然資源採掘の「ロック財閥」、テクノロジーの「ノイマン財閥」がガメリカ政府を裏から操っており、四大財閥代表会議「若草会」により支配されている。ルーズ大統領の選挙と当選も全て財閥が手を回した結果であり、歴代大統領は全て資本主義者達の傀儡であった。事実上大企業に統治される統制国家であり、実は自由も平等も正義もあった試しは一度もない。歴代大統領の中にも「若草会」からの脱却を試みた人物もいるが、全て財閥側に排除されている。ちなみに、若草会は設立当初の経緯もあって、当主は全員女性となっている。
戦争による利益とアジア星海域制圧による利権を確実な物とするため、日本帝国に無理難題な要求を突き付け、戦争を暴発させようと企んでいる。また、資本主義の対極に位置する人類統合組織ソビエトの共有主義思想を危険視し、大々的な迫害を行っている。
開戦当初は特需による金回りに国民は歓喜していたが、予想以上に日本が奮闘したことで徐々に損害の方が大きくなっていき、不満に傾いていくことになる。
ハワイ星域から先にあるガメリカの主星域にどのルートから侵攻したかによって展開が異なる。USJを制圧した場合、カナダにある研究所で新型のロボット提督「CORE」が開発されるルート、イベントで進行ルートを出現させてカナダを制圧した場合は大統領の任期終了に伴って選挙が行われるルート、先にエイリス経由で伊勢志摩からワシントンを直接制圧した場合はアメリカの国力を維持したまま決着してしまうルート(というかこれでガメリカ戦は終了)、となる。ちなみに、直接制圧した場合、日本が取り込んだガメリカ企業が100年後に逆に日本を内部から侵食してしまうシミュレーション結果を聞かされる。
首都はワシントン星域。
ハンナ・ロック
声 - 高井戸雫
若草会のリーダー、ロック財閥令嬢。実はロック財閥の子供ではなく、人材発掘プログラムという過酷な試練をあらゆるものを使って乗り越えてその立場を獲得した。そのため、自信家でシビアな性格。一方、相手を侮ってしまうところがある。
若草会の利益のためなら何がどうなろうと一切気に留めないなど冷徹だが、身内には比較的甘い。クーがお気に入りだが、肉体関係はない。そのため、クーの秘密には感づいてはいたものの気づいてはいなかった。
若草会が陥落した際はどの結末であっても真っ先に捉えられて凌辱を受けている。
キングコア編初期では、ガメリカ崩壊と同時にコアに拘束される。その後は毎日媚薬を投与されるも理性は崩壊せず、数十人の男の相手をさせられ続けた。
3枠が航空補正という、偏った性能を持つ。ただし、高めの指揮値とマイナス要素なしの自由な4枠なので、航空戦力でなくてもさほど困ることはない。

クー・ロスチャ
声 - 東かりん
若草会の一員、ロスチャ財閥令嬢で、確かな金銭感覚を持ち味とする。
穏やかな性格ではあるものの、その優しさはガメリカにしか向けられておらず、日本への仕打ちにはあまり拒否する様子はない。また、基本的に他人と接する機会がなく、他者との付き合い方については不明(東郷との対話はビジネスライクだった)。
かわいい顔立ちであるが、実は男性。姉妹はいたのだが、全員当主としての能力は彼に及ばなかったために女装して当主を務めることになった。後にハンナにもそのことが知られるが、内心恋人らしく振舞えるかと期待しているところもあった。
キャロル・キリング
声 - 雪村とあ
若草会の一員。金髪ツインテールのキリング財閥令嬢。勝ち気な性格。貧乳で処女。18歳。東郷の義妹だが、財閥や若草会から姉を引き抜き、挙句行方不明になったために彼を憎んでいる。軍事マニアで、東郷が廃棄を前にした艦にも敬意を持っていることを知って和解した。また、ダグラスのことは一目見て気に入っており、色々便宜を図ろうとする。
若草会のメンバーとしてはほぼ例外的にフレンドリーに接しており、ハンナからは「優しい」と評される。しかし、実際は後先を考えず情に流されやすいだけであり、相手の経歴や信念などを考慮しないため、彼女なりに相手を思いやっての行いはほぼ全てマイナスの結果に傾いている。
東郷と和解した後は彼に好意を寄せるようになるも、東郷としては彼女にスカーレットの影を見て近しく接していたために完全に不本意なミスであった。それでもいいと身を捧げようとするも、あくまで妹としてしか見る気がなかった東郷は、想いを断ち切るために外道の演技をしてまで彼女を凌辱して無惨に処女を散らせる。ただし、後に彼女もそのことはある程度察したらしく、あくまで彼の妹として割り切ることにした様子。
戦力としては全性能・航空・レーザーとバランス型であるが、戦艦と空母一隻ずつで指揮値がほぼ埋まってしまう。スキル「大修理」により、毎ターンHPが半分回復するため、継続戦力として優秀。
キングコア編初期では、ガメリカ暫定政府の軍総司令官として登場する。COREに敗れた後、彼らに弄ばれた末に最終的には誰が父かわからない子を孕み、出産した。

ドロシー・ノイマン
声 - 草柳順子
若草会の一員で、世界中のハイテク産業の発展に携わってきたノイマン財閥令嬢。効率最優先で非常に機械的であり、たまに性欲を抱いた時も手早くロジカルに処理しようと試みるため、性的な感覚が鈍い。
提督としての経験は一切ないものの、コンピューター制御された近代艦においては若草会の誰よりも相性がよく、僅か30秒で操縦マニュアルを読破し、戦闘中に同乗していた長門のシステムコードを改善するなどの技量を見せている。
COREを完全なる人工知能として発表するも、それが偽りであることに内心不満を抱いており、その話題を振られると不機嫌になる。
若草会崩壊の際はカナダにあるスペディオのコロニーに落ち延びる。これまでとは異なる生活環境に辟易しながらも、機械を修理するなどして生活を営んでいた。また、そこでのデガナウィダから「自分がかつて亡くした娘の生まれ変わりではないか」ということを聞かされ、彼女の語るスペディオの魂の在り様はCOREを想起させるものであり、前世の記憶を元にCOREを発想したのだと気づいた。
キングコア編初期では、ガメリカ暫定政府の一員として登場する。

イーグル・ダグラス
声 - 小次狼
人気映画俳優で、ガメリカ軍太平洋艦隊司令。実力さえあればどんな夢でも掴めるガメリカの気風を気に入っており、日本との戦争で暴走を始めた母国を案じている。現在の大統領にも不満を抱いており、自身が大統領になることを目指す。
大統領選に当たって、元々フランク・ルーズ大統領への不満が高まっていたことで圧倒的支持を得るも、執拗な若草会による妨害工作によって大幅に下げられてしまう。CORE編の場合はそのまま敗北してしまい、ショックのあまり酒浸りの生活を送るようになる。大統領編では、実は僅差で勝利していたものの若草会の介入で敗北するが、その後は若草会を無力化して暴走した大統領に対する反抗勢力として水面下で活動し、最終的には追いつめられた大統領に引導を渡した。
補正や指揮値など全ての能力が高く、スキルもキャロルが同戦域にいるという条件付きだが同様の効果を発揮するなど、やや弱体化させた東郷といえるスペックを持つ。ただし固定艦を持たない為、編成の自由度においてはこちらが上回っている。
キングコア編初期では、ガメリカ暫定政府のリーダー格として登場する。

フリス・ハルゼー
声 - 香澄りょう
ガメリカ軍提督。未来を看破する占いの能力を有する魔女で、自分を占うと凄まじく消耗してしまう欠点を持つ。ハワイ-カナダ間のルートを出現させた場合のみ、侵攻してくるのでそこで撃墜することで捕獲できる(序盤の侵攻戦でも登場するが、ここでは無理)。
東郷が自分にモーションをかけてくるという占い結果が出るも全くそのような行いはなく、以降も悉く占いの結果から外れる彼に逆に興味を持つようになる。
航空や索敵に補正を持ち、指揮値も高めと比較的優秀な部類にある。また、初期に登場している空母もなかなかの性能を持つ。

キャシー・ブラッドレイ
声 - かわしまりの
ガメリカ軍提督。パンクな格好をした非常に強気な女性。提督としての能力は低く、部下からの提案も話半分で聞き逃した結果、日本からの奇襲をガラクタ同然の艦隊で受ける羽目になる。
捕縛された後も強気な態度を崩すことはなかったが、東郷の手ほどきで彼に惚れ、以降はパンクな格好を止めてしおらしい態度を見せるようになる。実は初体験を無理矢理奪われたことで男嫌いとなり、当初の態度は男に負けないようにした結果の「仮面」であった。
1番艦の補正が最終的に全攻撃力＋100%という非常に攻撃的な特性を持つ一方、3枠しか使えない上に指揮値も低いとやや扱いづらい。また、残り2枠はHPが激減してしまう。バリアの性能を低減させるという珍しいスキルを持つ。

デビッド・キャヌホーク
声 - 胸肩腎
ガメリカ軍提督を務める美男子。篭絡したランファがいなくなった際も彼女を大して気に止めないなど、性格に難がある。
朽木・イザベラ（くちき-）
声 - 金松由花
日系人部隊のリーダーである日系ガメリカ人。出自故不便が多く、自分はガメリカ人だと主張するも軽くあしらわれる扱いに憤慨していた。ただし、東郷の手ほどきを受けた結果、今度は逆に日本好きに傾く。
指揮値が低めで、攻撃向けの補正が一切ない上に被弾するとダメージが半減するスキルを持つ壁向けの提督。イベントを進めるとこのスキルが経験値増加スキルに変化してしまうため、運用に応じて進行度を変える必要がある。レベルアップによるステータス補正が高い。
ドゥービル・ドワイト
声 - 一条和矢
ガメリカ軍の大西洋艦隊司令。スキンヘッドに刺青と、非常にいかつい外見を持つバトルマニア。CORE編でのみ仲間になり、大統領編では爆発間際の艦の中で心躍る戦いに満足して同調した副官とともに爆散した。なお、ソビエトのロリコフが用意したクローン司令たちの一人としても登場している。
1番艦が固定で、イベントでレーザーとミサイルを持つ選管にパワーアップする(レーザーの威力は下がるが)。補正がないに等しいが、高い指揮値と少ないイベントでパワーアップできる手軽さが特徴。
ジョニー・A・ネクスン
声 - 凹田U介
まるで落書きのような姿をしたおそらく人間と思われる男性。フラグにしか聞こえないセリフを連発するため、部下に諫められているが全く気付かず、部下だけが死亡するという嫌な悪運の持ち主。Aというのはハードラックを意味しているが、本人はエースだと思い込んでいる。
デビッドよりもさらにモブに近い性能に加え、確率で被ダメージが11倍になるというあまりにも破滅的なスキルを持つ。このため、モブでも務められるバリア艦などによる盾にすらならない。

フランク・ルーズ
声 - 一条和矢
ガメリカ共和国大統領。いかにもさえない中年で、支持率も低い。若草会という小娘の集まりに指示される立場に憤慨している。とりわけ、優れた才能・恵まれた立場・約束された幸福などおよそ逆に近い立ち位置で、「プーちゃん」というあだ名で呼んだ使い走りなどをさせてくるキャロルに対しては特に強い憎悪をみなぎらせている。実は、キャロル的には友人感覚で接しているつもりなのだが、その悉くが彼のプライドを踏みにじるものであった。
分岐によって彼の末路は異なる。CORE編では暴走の初期段階で殺されてしまい、ワシントンを直接制圧された際は全ての責任を押し付けられて裁判で吊し上げを食らっている(若草会のことを暴露するも、誰も信じなかった)。大統領編においては、若草会の方針に逆らってダグラスに肩入れしたキャロルを制裁するためにハンナが通した法令を利用して若草会そのものを封殺、ハンナを慰み者として部下とともに凌辱しつつ、それまで抑えられていた鬱憤を爆発させて無茶苦茶な国策を連発する独裁者と化す。しかし、軍事に関しては素人同然であったために戦局はさらに悪化。COREに代わるワシントン防衛の戦力としてマイクが開発した「ワンマンシステム」を運用するも、複数の艦隊の制御を脳に直結させたインターフェースで行うというシステムは彼の脳に多大な負担をかけ、最終的には精神崩壊を起こして無防備な所をダグラスに射殺された。
実は親に捨てられたという過去を持ち、権力を欲したのは自分を捨てた親に見せつけることであった。しかし、内心は両親が自分を迎えに来てくれることを待っていたのだった。
リーザ・リットン
声 - 一色ヒカル
フリージャーナリストの女性。本作におけるモブキャラクターのように目元が隠れているものの、イベントでは目元が描かれている。
有名ではないものの、やる気と能力は高く、ソビエトではカテーリンの秘密を掴むことはできたが、記録メディアを奪われたため、公開できなかった。
なお、ハワイを制圧することで実行できる彼女のイベントでは、東郷の指揮値が上昇する。
マイク・マンハッタン
ドロシーの部下の男性。彼女に対して劣情を抱くこともあるが、基本的に優秀。COREの技術を応用して上記のワンマンシステムを完成させるも、テストに自分だけを使っていたためにその問題点に気付けなかった。
CORE編では表立てないドロシーに代わりCOREの開発者として表舞台に立つも、暴走によって殺される。大統領編では研究データに執着するドロシーに付き合いきれずに脱出し、後に大統領に取り入って共にハンナを犯したりしていた。しかし、大統領が敗北した後にハンナの逆襲に遭い、殺されている。

### ガメリカ・コア反乱軍／コア（CORE）
ガメリカの四大財閥が作り出したサイボーグ兵士。完全な電子頭脳と謳われていたが、実際は思考システムに重犯罪者の脳髄が使用されている。かつての記憶は消されていたが、特定のルートを経由すると全てのコアが犯罪者時代の記憶と共に「人間」であったことを思い出し、人間よりはるかに強力なその体を十分に振るい、自らの欲望のままに叛乱を引き起こす。コアの戦闘力に頼りきっていたガメリカ軍は早々に駆逐され、住民は破壊・蹂躙・強姦・殺戮にさらされる。そしてガメリカを滅ぼしたコアは全銀河の人類に対して叛旗を翻す。
脳を収めたコアユニットとボディから成り、ボディからコアユニットを取り外しても遠隔操作で操ることができる。ボディはあくまでマニピュレーターの延長であり、載せ替えなどは自由となっている。
支配領域は旧ガメリカ共和国領をそのまま引き継いでいる。
キングコア編のエンディングにて、世界中の人類を殺し尽くした後、今度はお互いを殺し合い始めたことが語られている。
戦力は高いものの、スキルを持たず画一的なスペックであるため、作中設定と違ってむしろ相手をしやすい類となっている。
キング・コア／リンカーン
声 - 滝沢アツヤ
キングコア編の主人公。
COREの正体を知ったキャロルが、元は人間で心があるはずだと説得を試みた個体。結果、キャロルの願った通り彼は自意識を取り戻すに立ったが、その正体が懲役300年の刑を課せられた悪党「リンカーン」であることが判明する。
覚醒した彼は他のCOREにもキャロルがやったように覚醒を促すのだが、事前にCOREの性能を徹底的に調べており、誰も彼に敵わない状態となっている。結果、彼は王として君臨し、キングコアを名乗るようになる。ただし、もっぱら部下からはボスと呼ばれている。覚醒してからキングコアとなるまでの経緯はキングコア編で語られる。
生前は劣悪な施設暮らしで、腕っぷしが強く色々な問題を起こしていた。成長した彼に目を付けたとあるマフィアは、娘との結婚を前提とした婿養子を提案し、互いに結婚を受け入れた。しかし、結婚直前に裏切り者によって婚約者を教会で虐殺され、彼自身も捕縛されて拷問を受けるも返り討ちにして生き延びる。以降、彼は神を憎悪し、如何なる罪を重ねることにも躊躇がなくなる。さらに、それだけの行いに対して罰を与えようとしない神に対する不信感を募らせる、という悪循環を形成している。凶悪犯罪を重ねながら全く捕まらない彼は、かつての拷問時につけられた傷になぞらえ、「イレブンゴースト」と呼ばれるようになる。
やがて、自身がかかった闇医者の裏切りと一家を虐殺してまで張った警察の罠によって捕縛されるも、後悔をしない生き方をしていた彼は怒りもせず平然と死刑を受け入れていた。神と自分を裏切った少女への憎悪を抱えたまま。
COREとして復活した後は、一人の少女を痛覚を感じられる特別製COREへと改造し、乱雑に犯している。ワシントンにて他の幹部もろとも全滅させられ、東郷にコアユニットを破壊されて爆炎の中に散ったと思われた。
キングコア編のエンディングの一つである「私たち結婚しました」では、プリンセスの真意を悟り、COREから脱退した後、機能停止したプリンセスを抱えて廃教会にて己の愚行を一部始終を吹き込んだ音声データを残して機能停止した。
プリンセス
声 - 青井美海
キングコアとともに行動するCOREの少女。キングコアの意向により、彼女だけ痛覚がある特別製となっている。世界各国に向けた放送の中で犯されている姿が映されているため、「キングコアの奴隷となっている哀れな少女」と認識されている。ちなみに、キングコア編にて、彼から誰も彼女に触らないように命じられていることが分かる。
キングコア撃破後、東郷に引き取られて「プリンセス」と名付けられる。CORE壊滅記念のパーティにて悲惨姿を目にした人たちに(下心もありで)養子縁組を希望する人が殺到したが、その中で突如左腕に秘匿した銃を使って暴動を起こして会場から脱出、キリング財閥が秘かに建造していた人工大怪獣「バージニア」を奪取してシカゴXから日本を目指して進軍を開始した。これに当たって、ボディをキングコアのものへと改めている。最後は、崩壊しつつあるバージニアの中で東郷に引導を渡され、バージニアとともに消滅した。
なお、ワシントンでのキングコアとの対決時、プリンセスは悪辣な態度を崩さない彼に犯されている真っ最中であった。コアユニットを交換しているとしたらこの時点ですでに入れ替わっている状態であり、両者ともに明らかに似合わない姿は東郷と平賀に混乱をもたらしたのだった。
生前はみすぼらしい姿で物乞いをしていた少女で、リンカーンの気まぐれで助けられた。結果、彼に懐き、行動を共にするようになる。生前も、リンカーンによって「プリンセス」と名付けられる。いつまでたっても「あう」程度しか喋ることがなかったが、リンカーンとは心から信頼し合える相棒であった。
リンカーンの犯行の裏では彼女が協力していたのだが、一切明るみに出ることはなく、ある意味彼女こそが「ゴースト」であったといえる。その為、彼が捕縛されて死刑になるまで頻繁に面会に行っているのだが、怪しまれることはなかった。リンカーンも徹底して他人を装っていたのだが、ある時差し入れに聖書を渡してしまったことで神を憎悪する彼の逆鱗に触れ、死んでも見つけ出して殺すと宣言されてしまう。かくして、この言葉通り、彼女は見つけ出され、COREへと改造されたのだった。キングコア編では、耐用年数を超過して機能停止するまで延々と嬲られ続けた。
この話には裏があり、実は聖書には脱獄用のツールがしおりに偽装して挟んであったのである。しかし、神への憎悪がプリンセスへの信頼を曇らせた結果、二人の絆は決定的に違えてしまうこととなった。当の聖書は、その時のままキングコアにさえ触れさせない箱の中にしまわれており、機能停止後にキングコアはその中身と真相を知り、己の愚かさを悟った。

トルーマン
声 - どぶ六郎
生きた人間を「悪魔の肉体」と蔑み、それを殺して魂を解放することを救いと考える殺人教の教祖で、神を自称している。洗脳技術にも長けていた様子。COREとなった後、神に相応しい姿として聖人のような髭を持った痩躯のボディを特注している。
彼の目的は生きとし生ける人間すべての速やかな殺害(救済)で、覚醒させてもらった恩義からキングコアに忠誠を誓っていたが、一部の人間を生かしておく彼のやり方に反発を抱く。キングコアのブリッジ要員を事前に洗脳して暗殺しようとするなど反乱を起こすが、逆にCOREを知り尽くしたキングコアによるCORE向けの拷問を見せつけられたショックでトルーマン側のブリッジ要員の洗脳が一部解けてしまい、艦隊は機能不全を起こして敗北することとなった。

マッキンリー
声 - 一条和矢
人肉を美味だと感じる食人鬼。元は大企業の重役で結婚して子供もいたが、生前かCOREになってからかは不明だが妻子を殺して冷凍庫で保存していた。COREとなった後、人間を捕らえたその場で加工できるように調理器具を内蔵したボディを特注している。
実は彼は味覚として人肉を美味いと感じているわけではなく、同族を喰っているという背徳感からそう感じているだけであった。そのため、COREとなってからは人間を逸脱したことで次第にまずいと感じるようになっていく。己の味覚の真相に気付いてからは、秘かにCOREを捕獲してそのコアユニット(＝脳)を食らうことに同族食いのタブーを見出す。やがて、最大級のタブーとしてボスとその所有物であるプリンセスに目をつけるも、返り討ちに遭う。その際、彼はコアユニットを頭部ではなく胴体に隠していたのだが、キングコアに勘で看破されてしまったものの、具体的な場所までは特定されていなかったために即座に死亡はせずに逃亡し、その先で己の脳を食らうという前人未到の究極のタブーを犯したことで満足そうに息絶えた。

### ガメリカの植民地
デガナウィダ
声 - 飯田空
カナダ星域に住む民族・スペディオの巫女で、宇宙怪獣によって夫と我が子を失った。なお、当の宇宙怪獣は、居合わせた東郷とドロシーの強力で排除された。嘘はいかなるものでもよくないと考える部族の心情から、政治的判断というものが理解できない。
初期値は0%で指揮値が低めであるが、4枠全てが全攻撃補正であるため、育て方次第ではなかなか強力になる。
ブラックホース
声 - 蘭丸
デガナウィダの弟で、スペディオのリーダー。生真面目な性格だが、東郷によって夜の街に連れ出された結果、一皮剥けた。
デガナウィダよりさらに低い指揮値と2つしかない編成枠と編成自由度がかなり低いものの、補正値及び成長率自体はかなり高い。さらに、上記イベントを起こすと同星域上の女性の数×5%(最大100%)だけ攻撃力が増加するスキルを習得するため、恐ろしく攻撃力が高くなる。
ララー・マニィ
声 - 逢川奈々
ガメリカの植民地であるマニラ2000出身の軍人で同星域に配備されている。東郷とは、お互い敵国であると気づかずに体を重ねた。後に敵国であると気づくも、ガメリカに特に思い入れもなかったこともあって、東郷の勧誘に乗って日本軍に転職する。実は、石油がある場所に近づくと勝手に噴出するという謎の体質の持ち主。本人は迷惑しているものの、資源として活用されたりしている。
全体的に能力が低く、最大レベルでもマイナス補正が残るなど戦力としては微妙。ただし、戦闘を行うことで上記の石油イベントが発生するようになり、資材を得ることができる。

ギガマクロ
声 - 加能永次郎
マニラ2000・マイクロネシア・ラバウル・ハワイを統べるオセアニアの王。全てガメリカの植民地となっているが、国民が不自由していなければ問題なしとして支配を受け入れている。しかし、実は女神と契りを結んだことで人間を超越した存在となっており、巨大化して宇宙空間でも直接戦闘が可能という出鱈目な存在である。ハワイ星域の責任者はそのことを知らず、知っている部下は彼の機嫌を損ねないように恐々としている。

女神ミクロリータ
声 - 澄白キヨカ
宇宙空間を自由に飛翔し、戦艦の壁を通過してくるなど幽霊のような妖精のような存在。舌足らずな喋り方をする。東郷を一目見て気に入り、「ダーリン」と言って引っ付いてくる。繁殖期があり、その時期になると大人の女性に変化する(口調や性格も一変する)。彼女に魅入られた男が繁殖期に中出しをしてしまうと新たな女神の父にしてオセアニアの王となる運命にあり、相手が避妊薬を飲んでも避けられるものではない。

### エイリス帝国
ガメリカに匹敵する超大国の一つ。かつては銀河の過半を制した勢力だが、近年では最盛期と比べて国力がやや衰えている。しかし、それでも支配する領域の数は銀河系随一であり、オセアニア星海域、アフリカ星海域の大部分を支配している。皇室を中心としたエイリスの指導者はノーブル・オブリゲーションを維持した誇り高い統治者達であるが、エイリス帝国の貴族議会や各植民地の総督達はどうしようもなく腐りきっており、現地の住民達から白眼視されている。
世界中の大国が開戦を目論んでいるため、それを鎮圧する世界管理プランを採択している。
また、貴族は自身らの不正を突き止めようとする王家を疎んでおり、日本との戦争に乗じて女王らを追放せんと企んでいる。先代女王エリザがスエズへと視察に出向いた際はスエズ提督が自星域の防衛戦力を意図的に薄くし視察の情報を日本に流すこことで、彼女を攻撃させて亡き者にしようとしている。ここで誘いに乗ってスエズを責めて彼女を撃墜・捕縛するか否かで後の展開が変化する。
捕縛しなかった場合、セーラと東郷の乗った双方の旗艦がワープ事故によって「向こう側」に飛ばされてしまうイベントが発生するようになる。この過程でセーラと東郷は和解するが、祖国に戻るや行方不明のスキを突かれて、結託した貴族によってエリザとセーラは追放されてしまう。そこで、腐敗の根絶のためにセーラたちは東郷とともに行動するようになる。捕縛した場合、最初は静かに拒絶していたものの首都にまで踏み込んだ東郷に対して、セーラの説得を提案する。結局説得には失敗するものの、捕縛には成功するのだった。なお、この2つのイベントは特定星域まで制圧したらある程度ターンを進める必要があり、すぐに進軍してしまうとセーラとの和解ができずに死亡してしまう。
実は、元々エイリスは世界で最初にワープゲートを運用した国家であり、その所以でローマから世界中のワープゲートに繋がるコードを把握している。しかし、これは女王しか知らされない最上位機密となっている。というのも、このコードを使えば世界中に一気にワープすることが可能となるが、逆に世界中から喉元であるローマにワープしてこられる危険性を孕んでいるためである。そのため、日本にローマ直近まで攻め入られるまで秘匿されていたが、エリザを捕縛しなかった場合には国家存亡の危機に際して解禁。世界中の日本領に突如出現しては撤退する、という電撃戦法を使うようになる。
首都はロンドン星域。
セーラ・ブリテン
声 - 澄白キヨカ
エイリス帝国第38代女王。ただし、前述の秘密コードを継承されていない辺り、まだ完全に女王としての立場を得ているわけではない様子。やや潔癖な性格で、妹のマリーが気軽にボーイフレンドとキスをすることを知った際は驚いていた。
ワープ事故を起こしたか否かでイベントの進み方が異なるキャラ。起こした場合は指揮値が上がるイベントまでに必要なイベント数が減少するが、起こさなかった場合にしか見られないHシーンが存在する。
補正がやや寂しいものの、固有艦が強力なバリア(レーザー低減)を有する戦艦であるため、単純に使いやすい。指揮値も高く、正規空母なら最大2隻配備できる。
マリー・ブリテン
声 - 桜川未央
セーラの妹。ボーイッシュな性格で巨乳。平気でボーイフレンドとキスするなどやや軽い性格だが、恋人としてのキスは未経験。最初のイベント数個はエイリスが滅んでいると発生しないため、注意が必要。
固有艦枠以外に補正がなく、指揮値は高めだがその他大勢のネームドと差があまりない。さらに、エイリス相手では攻撃力が90%ダウンしてしまう。ただし、航空のダメージを低減させるスキルを常備している。また、セーラがイベントで死亡してしまうと離脱してしまう。
エリザ・ブリテン
声 - 歌織
ブリテン姉妹の母。エイリス帝国が日本の一部になった後、暇つぶしに日本軍提督を務めることにした。気さくな性格をしており、モントゴメリーなどに気軽に声をかけたりする。
端的に言うと、全性能強化がない代わりに固定艦を持たないセーラ。そのため、編成自由度が高い。
ジョン・ロレンス
声 - 小次狼
エイリス帝国の騎士提督。かなりの堅物で女王に忠誠を誓っているため恋愛感情を持っていない。恋愛に興味がないと言い切って田中に共感を抱かれるが、実は昔色々ヤンチャをしたが故らしくそもそも未経験の田中とは次元が異なる。
有能そうな風貌でありながら騎士提督の中で一番指揮値が低い(それでも高めだが)。ただし、敵HPを100で割った%だけ攻撃力が上昇するスキルを持ち、攻撃性能が高い。
ヴィクトリー・ネルソン
声 - どぶ六郎
エイリス帝国の騎士提督である正義漢。日本に奪われたエイリスの植民地奪還を任務として、度々進行してくる。とりわけ植民地扱いというものにいい感情を持っておらず、王家の思惑とは関係なく日本化ルートであるか否かだけが加入を判定する要素。日本化ルートを選択していなかった場合、所詮日本もエイリスと変わらないとして、脱走してしまう。
補正値のゲインと自由な指揮値が低めで、さらに固定艦にスキルがないとやや扱いづらい所があるが、全攻撃力補正が2つある上にスキルによって自身のダメージが常時＋10%となるため、うまく運用できれば強力。
クルード・モントゴメリー
声 - こんつ
逞しい髭を持った壮年の提督。エリザとは古い付き合いで、慕っている様子である。エリザの護衛を使命としており、捕縛されたエリザを取り戻そうと攻撃を仕掛けてくる。自身も捕縛された後、エリザの呼びかけで日本に協力するようにもなる。エリザを捕縛しなかった場合は、パルプナの力を借りて大怪獣「エアザウナ」を操って攻撃を仕掛けてくる。これを撃退すると、両名とも死亡する。エアザウナを事前に撃破していた場合、そのままフェードアウトしてしまう。
固定艦持ちだが2番艦が全攻撃力最大＋40%となかなか強力。また、妨害のスキルを持つ。ただし、指揮値が女王二人に比べると低めで上昇量も少ないのが難点。

### エイリスの植民地
南アフリカ総督
声 - こんつ
悪徳政治家。宇宙怪獣を操ることができるとされるが、実は秘書であるパルプナの能力であることを知らない。平賀によってそのことが判明した後は、態度を一変させてパルプナの機嫌を取ろうとするようになる。いかにも怪しいため、田中というモブが監視につけられている。パルプナが東郷に好意を抱くようになった際に田中に慰められている辺り、ちゃんと好意はある様子。ただし、プレゼントが露出の多い服だったりと、下心も十分。

パルプナ・カラード
声 - 彩世ゆう
総督の秘書の少女。現地の住民で容姿が優れていたため、実質的には総督の慰み者として犯される玩具となっている。カタカナ交じりの片言で喋る。実は怪獣を制御する能力があり、後に提督として登用される。
1～4番艦が全て怪獣で変更不可能な上、初期値こそ低いものの最終的には東郷さえ凌駕する補正値を持つようになり、スキルもHPが毎ターン半分回復する提督スキル＆妨害(ミサイル低減)と防寒を備えた艦艇スキルがデフォルト装備と、特殊の極みともいえるキャラ。航空がなくレーザーがいささか脆弱だが、それ以外はかなりのもの。

長老ニニカト
声 - 胸肩腎
四国近辺に漂う大怪獣「ガワタスガル・ビゥ」の上に住まう原住民「アボリ人」の長老。怪獣姫の秘密を聞き出そうとする各国の研究者を宥め賺している食わせ物。一方で、トルカが東郷に恋をしていると知るやセッティングを試みるなど、割とアクティブでもある。

怪獣姫トルカ
声 - 雪村とあ
大怪獣と意思疎通を行うことができる少女で、怪獣姫と呼ばれている。全身に原住民的な模様が描かれている。穏やかな性格をしている。各国の研究者が全く研究できていないのは、長老の他にも彼女の人柄とのどかな風土によるところも大きい。

クリオネ・アルイメン
声 - まきいづみ
エイリスの経済の要であるインドカレーにある企業の女社長。普段は毅然とした態度をとっているが、精神が不安定になると一人称が「クリオネちゃん」になり、独り言で自分を励ますといった奇行をとる。全体的に不憫な役割が多く、イベントによってはコスプレをさせられる場面も発生する。
指揮値は高めだが、伸び率を含めて補正がやや残念。さらに、仲間にするには借金の肩代わりとして多くの資材を支払う必要がある上に、加入条件の一部(支払えるだけの資材の保有)を満たすと彼女を仲間にしなくてもゴローンの加入フラグが折れる。能力的には彼女の方が高い。

サフラン・ヴェーダ
声 - 桜川未央
クリオネの奨学金で教育を受けた少女で、優秀なために既に仕事についている。合理的な性格であるが、貧乳がコンプレックスで巨乳の女性を見ると敵意を見せる。
そこそこの指揮値と扱いやすい補正、高めの上昇率と比較的扱いやすい性能を持つ。イベントによって「奇跡」というスキルを習得するが、イベントの過程が奇跡なだけで何の効果もない。

アグニ・プーシャン
声 - 柚木サチ
クリオネの奨学金で教育を受けた少年。クリオネに心酔していたが、インドカレー陥落に伴い彼女に捨てられたことでやさぐれる。子犬のようなキャラで、母性本能をくすぐる。ちなみに、イベントを進めると戦闘時のボイスが変化する。
能力の上昇量が高く、索敵・ミサイル・鉄鋼弾がそれぞれ最終的に＋70%にもなる。しかし、指揮値が低めな上に3枠しか使えず、本作の主力である航空・レーザーは埒外。

ゴローン・エウンドラ
声 - 滝沢アツヤ／金松由花
童貞をこじらせて魔法使いになったアラビアの王で、アニメなどが大好きなニート。ただし、都市伝説のそれと違って20歳である。魔法使いとしての能力は本物で、幻影の艦隊を出現させたりできるがやる気が続かないと消えてしまう。日本軍に追い詰められた結果、暴走してクリオネを凌辱してしまったことで魔法使いではなくなってしまう。ちなみに、暴走はハルマが秘蔵のオタクグッズを一つずつ破壊していくというある意味拷問じみたショック療法で解除された。
登場艦は爆猿皇という人型ロボットだが、平賀曰く張りぼてに近く妄想によって稼働しているらしい。
イベントにより、侵攻戦で撃墜されると体が致命傷を負い、平賀によって植物状態の少女に意識を映される。これに伴い、名前をレディ・ゴローンに改める。実は無意識化で少女の影響を受けており、東郷にときめいてしまって困惑することになる(あくまで彼自身の意識はノーマル)。
艦隊は爆猿皇のみで固定。鉄鋼弾は強力であるが、索敵・HPが低いので生存率が低い。ただし、爆猿皇のスキルによって毎ターンHPが全回復する。また、HPが56の場合に攻撃力が＋560%されるという色々な意味で出鱈目なスキルを持つ。女性化すると何故か新星爆猿皇となり、レーザーの威力が向上、鉄鋼弾の威力が低下する。
おそらく同社のゲームぷろすちゅ★でんとGoodの主人公がモデル。搭乗艦もそちらで登場している。

ハルマ・エウンドラ
声 - 青葉りんご
ゴローンの妹。ダメな兄に呆れつつも、仲はいい。

ラスシャラ
声 - 逢川奈々
マレーの虎でレジスタンス活動を繰り返す女性。日本化ルートの場合、平和な統治を条件に接触してくる。そのため、加入後にマレーの虎の治安が下がりすぎると離脱してしまう。後に東郷に惚れ込むが、彼を直視するとピンクの霧やらピンクの像やらの幻覚によって理性が持っていかれ、大胆な行動に走る。
色々条件が厳しいためか、能力は高め。ただし、航空・レーザーに関する補正はなく、メインアタッカーとしては潜水艦以外はやや厳しい。

フェム・ベコ
声 - まきいづみ
屋内だろうが宇宙空間上の艦のブリッジだろうが、場所を問わずにいきなり雨が降り注ぐ謎の能力を持つ少女。そのため、クルーは風邪や湿気に悩まされている。優しい性格なため、周囲への迷惑に心を痛めている。
実は過去に発生した事故で致命傷を負っており、カエルの神様が彼女にとりついて命をつないでいる状態にある。雨を降らせる能力もこの神様の能力によるものではある。なお、実は彼女の体はそろそろ憑依がなくても生存できる状態にまで回復しており、カエルの神様は十分回復したらこっそり去るつもりでいる。
HP補正と攻撃力のマイナス補正を持つ盾向けなステータスを持つ。何より特徴的なのはスキルで、彼女が参戦する戦域では敵味方全ての攻撃力が半減する。本作の増減効果は累積する形となっており、他の半減効果と合わせるとダメージ0となる。なお、Ver.1.02では他のスキルとは重複しないようになった模様。

マウマウ
声 - 青井美海
ケニアの暗黒宙域に住まう原住民「暗黒人」の女王で、尻尾の生えた少女の姿をしている。食人文化があるらしきバイオレンスな種族。宇宙空間でも生身で活動できることに加え、「向こう側」の記録を持ち込んでいる辺り、おそらくは先祖は柴神と同じノーブドッグと思われる。
暗黒人は宇宙空間を木製の船で渡るというよくわからない技術を持っているが、少なくとも宙間戦術は未熟であり、エイリスには一方的にやられている。
ケニアにて全滅させると大量の資材が獲得できる一方、真エンドの攻略ができなくなる。
艦隊補正が非常識なほど高く、枠も4枠全て自由であるが、デフォルトでは巡洋艦一隻すら配備できないほど指揮値が低い。そのため、自前の戦艦に乗せる以外の選択肢はほぼない。攻撃力は低めだが、索敵値が高めなので先手を取って当てる分には便利。

ベホンマ
声 - 永倉仁八
部族で最も強いために選ばれたマウマウの許嫁。東郷と交わりたいマウマウの提案によって、常識外の能力を持つ暗黒人と互角の戦いができるであろう柔道で負け、泣く泣く許嫁であることを諦めた。

水生人ウーシャ
声 - 一色ヒカル
インドカレー制圧後、とぎれとぎれのメッセージとろ過装置の設計図を送ってきた女性。断片的なメッセージはひどく物々しかったが、実際は自身とペットの生存しかかかっていなかった。ちなみに、死に瀕していた理由は、一族で趣味のアップルパイ作りを水中でやって水が汚れてしまったためである。

### 人類統合組織ソビエト
旧ロシアン王国を滅ぼして設立した全体主義国家。ヨーロッパ星海域とアジア星海域を含む広大な領土を持つ。ロシアン王国を滅ぼしてから僅か二年目の新興国。
ソビエト委員長カテーリンが提唱した財産・結婚・基本的人権を無視した究極の平等政策社会「共有主義」を提唱している国家で、家族の存在すら認められず、人口の増産は政府が指定した相手との子づくり義務により行われている。赤本と呼ばれる啓発資料では四十年定年制により労役を超えた労働者はラゲーリの楽園で慎ましく暮らすことができるとされているが、実際は高年齢医療・社会福祉を削減するために、口減らしが行われている（ロリコフの様に四十年定年制を免除された例外も存在する）。また、戦争で重傷を負った兵士や重病に掛かった労働者達もラゲーリで処刑されている。反面、浮いた予算を公共医療・公共生活費として国家が管理しているため、食費・医療費は全て無料であり、貧困は存在しない。
連合国として枢軸国と戦っているが、ガメリカ共和国やエイリス帝国との信頼関係は皆無であり、全世界を共有主義で統治するという野望を持つ。
カテーリンによる独裁が敷かれているため、国民全体は秘密警察により恐怖統制されている。共有主義の極端さに疑問を持つ国民も多いが、逆らえないままに従っている。
一時は日本と不可侵条約を結ぶも、ドクツが滅びた後に一方的に破棄して攻め込んでくる(結ばなかった場合はいきなり戦争状態)。技術力は高いと言えないものの極寒という環境・クローン人間・国内における共有主義者による悪質な布教活動といった特異な戦法で攻めてくる。とりわけ、共有主義者は速やかに取り締まらないとゲームオーバーになってしまう。
戦争という臨機応変さが求められる状況において絶対的な意思決定者が自分一人だけであることの行動の鈍さを問題視したカテーリンは、それを打開する策に出るが何の成果も出せず失敗したどころか、彼女の求心力の根源というものが弱体化してしまったことで徐々に国内での反発が大きくなっていってしまう。やがて、教典ともいえる「赤本」をまとめて償却するなど、完全に目が覚めた国民らによる暴動が多発するようになる。
首都はモスクワ星域だが、ソビエトを完全制圧するためには、カテーリンの潜むカテーリングラードと、ロシアン帝国によって秘匿されていた秘密星域ヘカテリンブルグを陥落させる必要がある。
また、ドクツ優勢の状態では、ソビエトの崩壊を予感した一部軍人の暴走によってカテーリンが殺害され、ドクツに降伏することになる。
カテーリン
声 - 東かりん
人類統合組織ソビエトの主席と最高委員会委員長の肩書を持つ、幼い少女。共有主義を掲げ、ロシアン王国を滅ぼした。
実は彼女のような少女がトップとなっているのには理由がある。それは右手の手袋の下に隠された、カテーリンの体と一体になった赤い石。持ち主をその種族の女王に仕立て上げるという特性を持っており、人類に対して強力な洗脳を施すことができる。ただし、効かない相手には全く効かず、ロリコフ・ミーリャ・東郷・キングコアといった面々には効果がなかった。一般国民にも効かない相手はいるが、こちらは秘密警察などを恐れて聞いているふりをしている。
また、装着している彼女自身も赤い石の影響を受けており、女王として君臨しようとしている。石の所有には適性があり、適正者であるカテーリンであれば着脱や破壊は可能であるが、そうでなければ不可能な様子。
カテーリンから離れても赤本を所有している限りは洗脳は持続するが、手放すと一気に洗脳が解けていく。
日本との戦争の中で洗脳の効率化のためにミーリャも洗脳できればと考え、赤い石をカッターナイフで体から取り出して分割するも、ミーリャには定着しないばかりか小さい破片はそのまま消滅してしまった。結果、カテーリンの洗脳能力が低下してしまい、時間に比例して造反者が続発する事態となった。
ソビエト壊滅後、彼女を無罪にするか禁固刑にするかを選べるが、無罪にするとミーリャ・ゲーペとともに仲間になる。ただし、洗脳してトップについていたためソビエト国民の多くから憎まれており、無罪にすると治安が現在値の半分になってしまう。なお、赤い石は柴神によっていずこかに保管された。
赤い石への適性はともかく所詮はただの少女なため、初期補正値と指揮値が最低レベルで低い上、固定艦持ちで非常に扱いづらい(駆逐艦すら配備できない)。しかし、成長率が非常に高くミーリャと一緒に戦闘に出すと攻撃力が倍になるため、手を尽くせば使えなくはない。また、人類の敵と決着をつけるルートでは最終決戦のメンバーのため、育成しておかないと少しつらくなる。
キングコア編では、ミーリャとともに捕虜となる。大勢の男に幼い肢体を嬲られ、輪姦されて心を壊した。COREは彼女を妊娠させようとしたが、身体が未成熟だったため実現しなかった。
ミーリャ
声 - かわしまりの
カテーリンの幼馴染にして、唯一の友人。キス魔。よく語尾を伸ばす暢気な性格。カテーリンに対して意見できるものの、カテーリンに対する好意が強いため、間違いに気づくことはない。
カテーリン同様、全能力が低いが成長率が高く、彼女もカテーリンと同じ戦闘であれば攻撃力が倍になる。成長率もカテーリンに及ばないまでも高い部類であり、固定艦を持たないので幾分扱いやすい(イベントをこなせば戦艦に乗せる程度は可能)。
キングコア編では、カテーリンとともに捕虜となる。カテーリンをかばおうとするもかなわず、ふたりとも大勢の男の慰みものとなり心を壊した。COREは彼女を妊娠させようとしたが、身体が未成熟だったため実現しなかった。
ミール・ゲーペ
声 - 高井戸雫
ソビエト秘密警察長官で、カテーリンの忠実なる部下。
実は、カテーリンとミーリャが通っていた学校の先生で、特権階級を否とする共有主義の原点ともいえる教えを説いた人物。ただし、流石にソビエトのそれほど極端なものではなく、善意と自由意思に基づいた穏やかなもので、赤い石を手に入れて暴走を始めたカテーリンから共有主義思想を聞かされた時はその間違いを必死に正そうとしていた。しかし、先生に褒めてほしかったカテーリンは癇癪を起して彼女を洗脳してしまい、とうとうカテーリンを止める者は誰もいなくなったのだった。
高めの指揮値・マイナスのない補正・低い成長率・スキル無しと、良くも悪くも即時投入可能な2軍キャラ。一方、1回の戦闘で3艦隊を壊滅させないと最終イベントが発生しないという厄介な特徴を持つ。
ジュザン・ジューコフ
声 - 加能永次郎
ソビエト軍の元帥で、ロシアン王国時代から名将として知られていた人物。また、無闇に殺すことを良しとはしない清廉な性格。定年制度による退役が近づいている。既婚者であるが、すでに死別している。ちなみに、ロリコフはかつての師。
各勢力のトップ並みの指揮値を持ち、固定艦を持たないために非常に扱いやすい。補正はやや寂しい。加入時に配備されている艦は必要指揮値が高いがかなり優秀な性能を持つ。
ビッグ・ゾルゲ
ソビエトのスパイである白髪の男性。扇動や破壊活動が得意とし、日本国内の共産主義者に対して学校へのテロ行為といった破壊活動を指示した。
最終的にはロリコフが作り出した帝のクローンを使って共有主義に従う旨を国内に流布しようとするも、策に気付いた東郷に本物を救出されて計画は失敗。彼自身は明石大佐によって処分される。
冬将軍スノー
声 - 青葉りんご
ロシアンの雪原に眠る魔女。非常に暑がりで、平時から裸にマント一枚を羽織っただけの姿をしている。彼女のその周囲は常に低温に包まれ、熱い地域では身体が溶けて消えてしまうといった体質や、人間を分裂させるといった、人間離れした性質を持っている。ちなみに処女。
デフォルトで防寒特性を持ち、さらに極寒であればレーザーの威力が倍になるというスキルを持つ。単純な提督としての能力は、指揮値は高めであるが全てHPのマイナス補正でレベル10でも解消されない、と同指揮値帯では弱い方である。前述の通り、熱い地域(北アフリカ)に配置すると消滅してしまうため、ソビエト戦線に配置しっぱなしが一番手っ取り早い。
マロン・コンドラチェンコ
声 - 蘭丸
ソビエト軍提督。楽しいことと酒が大好きで、よくウォッカを飲んでいる。酔っているためなのかカテーリンの洗脳が不完全で、対面した時は軽口を叩いていたが改めて洗脳された際は酒を手放してキリッとした表情になっている。
さほど高くない指揮値に加え、作中でも扱いづらい部類にあるミサイル補正しかないため、いささか使いづらい。
リディア・ロコソフスキー
声 - 桜川未央
ソビエト軍提督。明るい性格をしている。男性軍人からも人気であり、彼女と子作りできる機会を得た男性はかなり喜んでいた。赤本を手放した後は、同じく赤本で洗脳されているリンファの洗脳解除にも一役買っている。
指揮値は低い方であるが、4枠中3枠が鉄鋼弾補正であり、イベントをこなせば潜水艦を4隻配備することが可能なため堅牢な相手を撃破するのに一役買う。上昇量も低くはない。さらに、治安の向上量が＋1されるスキルを持っているため、とりあえず加入させておけば便利なキャラ。
ロリコフ・バンラー
声 - 滝沢アツヤ
ソビエトのマッドサイエンティストであるピンク髪の男性。もともとはロシアン王国お抱えの科学者だったが、カテーリンに忠誠を誓った結果、処刑を免れ、現在の地位についた。ロリコンではあるが、触れることを良しとはしない主義である。ただし、それ以外に関して倫理観は皆無。また、一見すると若い男性に見えるが、これは肉体改造の結果であり、実年齢は65歳である。
ウナギ・バンラー
声 - 香澄りょう
ウナギベースの人造人間。巨乳であることをロリコフに度々非難されていたため、非常に腰が低い。
本作の主力ともいえるレーザーのダメージを半減させるという凶悪なスキルの持ち主で、極寒の影響下においては厄介この上ない。指揮値は高めであるが補正が非常に残念であるため、防壁・囮としての方が活躍する。
リュウコ・バンラー
声 - 高井戸雫
鳥ベースの人造人間。スパイ活動を主任務としており、日本に溶け込むために巫女服を与えられている。一人称が「リュウコさん」で、語尾に「ですよ」とつける変わった口調の持ち主。
1枠しか使えないものの、初期状態で全性能＋90%、最大150%というすさまじい補正率となる。イベントを起こせば一般的な艦艇なら大体配備できる程度の指揮値を持つ。戦艦でもいいが、防御・索敵面が弱いので大型空母が一番相性がいい。
クワトロ亜空
緑のアフロが非常に目立つ、ロシアン帝国の王子。ラーゲリの特別な監獄に囚われていた。『大番長』のアバオ・亜空にそっくりだが、こちらは毅然とした態度を見せる。赤がパーソナルカラーらしく、赤本の存在を疎ましく思っている。
固定艦持ちな上に2枠しか使えない、と編成自由度がかなり低く頭打ちになりやすいが、1枠の補正が初期値で索敵＋180%という常軌を逸した値となっており、戦艦を主とする提督としては早めに行動できる。
ウクライナ

カザフスタン

ピロシキ

キャビア

ボルシチ

### イタリン共和帝国
ヨーロッパ星海域の一国家で、もともとは神聖ローマ帝国だった。アイドルが国家のトップになるファンシズム発祥の地。しかし、ドクツのレーティアと違って、本当に無能なムッチリーニの無茶な政策で国力は急低下中。枢軸国の中心国の一つなのだが、ドクツ軍の足を引っ張る事しかできなかった。男性はポルコ族と呼ばれる低身長の子豚の様な者達しか存在しない。
首都はローマ星域。
ムッチリーニ・ベニス
声 - 歌織
イタリン共和帝国の総統。野心家の悪党というよりはむしろ、ただ単に考えていないだけの善人であり、政治活動に参加したきっかけも楽しそうだからというものである。
ユーリ・ユリウス
声 - かわしまりの
イタリン軍の女性提督で、神聖ローマ帝国の君主の末裔である。自らの貧乳にコンプレックスをいだいており、黒ビキニを艦隊の制服と着させられて困っている。
ぴえとろ
声 - 滝沢アツヤ
イタリン共和帝国の前総統で、返り咲きを狙っている。
ブリック
声 - 蘭丸

オッパイン・パオ

マンコリン・トマート

ウッフーン・ローラモ

### 中帝国
アジア星海域の国家。アジア星海域の大半を押さえていた大国であるが、シュウ皇帝の暴政で国力は停滞。日本帝国と戦争中であるが旧世代艦しか保有していないため、劣勢に立たされている。
ガメリカの資本主義とソビエトの共有主義に板ばさみになっている。
首都は北京星域。
シュウ皇帝
声 - 香澄りょう
中帝国の皇帝を務める少年。幼少時からガメリカとソビエトの思惑にのせられて育ってきたため、わがままな性格になってる。同年代の帝に対して好意を抱いている。
リンファ
声 - 高槻つばさ
中帝国の北軍司令官で、階級は大佐。ソビエトの工作員の影響で共有主義の影響を受けつつある。
ランファ
声 - 草柳順子
中帝国の南軍司令官。軍事顧問を務めるガメリカの提督の影響で資本主義の影響を受けつつあるものん、似たような立場のリンファに対する仲間意識がある。
ハニトラ
声 - 青葉りんご
シュウ皇帝の愛人である女スパイ。敵国の男をターゲットにしたハニートラップが得意。
樋口 豪欲（ひぐち ごうよく）

末山 100太郎（すえやま ひゃくたろう）

項 天天（こう てんてん）

金 海海（きん かいかい）

### オフランス王国
ヨーロッパ星海域の一国家。前大戦の戦勝国であるが、国土が大幅に荒廃した結果、国王が極端な平和主義政策をとり続けている。植民地としてマダガスカル星域を持つ。
首都はパリ星域。マジノ線と呼ばれる強力な宇宙要塞群を保有しているが、一般の軍事力は極端に低下した惨状となっており、提督や兵士たちの質も極めて低い。
ルイ80世
オフランス王国の国王である老爺。
シャルロット・パルトネー
声 - 草柳順子
ルイ80世の代理を務めていた女性。
ビルメ・ミャー

### 北欧連合
36の惑星国家による連合国で、惑星フィヨルドを中心とする北欧帝国がリーダーを務める。
海賊国家だった国が多く、当初は海賊組合のような性格だった。国民の多くがバイキング人と呼ばれる民族であり、男女ともに毛深いという特徴がある。
アルビルダ
声 - 桜川未央
北欧帝国の姫。
ミーミル

### イスパニア王国
ヨーロッパ星海域の一国家。数年前から国王と王妃が国を分けた大喧嘩が行われている。
首都は伊勢志摩星域。
フェリペ・イスパーニャ
声 - 一条和矢
イスパニア王国の国王（領主）で、自身の浮気がきっかけでローザと大喧嘩をしている。主力艦隊は無敵艦隊である。
ローザ・イスパーニャ
声 - 彩世ゆう
フェリペの妻。主力艦隊は情熱艦隊である。

### ソープ帝国
トルコ星域を拠点として活動する独立国家。第一次宇宙大戦後、「禁断の箱」と呼ばれる惑星の活性化によって怪獣が発生している。
メル・ト・ラディン／ゼン・ト・ラディン
声 - 香澄りょう
ソープ帝国の指導者を務めていた人物。禁断の箱の破壊によって怪獣の発生が収まり、日本に来た。ソープ帝国の指導者の座を退いた後は、自らのルーツを知るべく、宇宙を旅してまわることにした。

### アステカ帝国
ハニーたちによる国家で、ガメリカを相手にした戦争ごっこを望んでいる。
ケツアルハニー
アステカ帝国の国王。
武田のぞみ（たけだ-）
声 - 香澄りょう
アステカ帝国で、女神としてあがめられている日本人の少女。
アステカハニー

### 元
遊牧民族による国家。
ランス・ハーン

神馬

コアイ・マラル
声 - 柚木サチ
族長を探す少女。

### レッド・ファランクス
COREを含むガメリカ、エイリス、シベリアのうちのどれかを制圧すると登場する謎の艦隊。初登場後のレッド・ファランクス出現は災害扱いになる。
本拠地は金持ち達の秘密道楽惑星シャングリラ。白人達の資産家達が日本妨害を企んでいる反日勢力である。
スカーレット・東郷（旧姓：キリング）／キャプテン・ブラッド
声 - 一色ヒカル
全身を赤系の服装でコーディネートした、金髪の女性。実は東郷真希の母で、キャロル・キリングの実の姉。
コロネア・ビショップを侍らせることが多い。
コロネア・ビショップ
褐色の肌をしたメイド服の女性。目は細い。
ズオルフ・マフェット
スカーレットらとつながりのある大富豪。

### その他
アルプス
声 - 緒田マリ

ヴィスベル
声 - 雪村とあ

菩蘭亭亜（ぼらんていあ）

ハニー・ザ・アドミラル

カレー少女
声 - 雪村とあ

リュタトゥス

史羅 〆（しら しめる）

## スタッフ
- 原画 - おにぎりくん、MIN-NARAKEN、織音、むつみまさと、月餅、えびちり、K
- シナリオ - イマーム、HIRO、とり、flypaper、ふみゃ、ヨイドレ・ドラゴン、いのくま
- 音楽 - Shade
- 監督 - いってんちろく
- 原案・監修 - TADA

## 主題歌
オープニングテーマ「The Day Takeoff」
歌 - 橋本みゆき / 作詞 - HIRO / 作曲・編曲 - Shade
イメージソング「未来への軌跡 -絆-」
歌 - Rita / 作詞 - 水川月依 / 作曲 - Shade / 編曲 - 水夏える

## 関連商品

### CD
- アリスサウンドアルバムVol.21 大帝国（アリスソフト発売）

### Webラジオ
- アリスソフト大放送～featuring 大帝国～ 音泉配信 全10回
  - WebラジオCD アリスソフト大放送に収録（アリスソフト発売） - アリスソフト大放送～featuring ランス・クエスト～第1～10回と合わせて収録したデータDVDと録り下ろしラジオCDの2枚組商品。

### 公式ガイド
- 大帝国 パーフェクトガイドブック(TECHGIAN STYLE) エンターブレイン刊 ISBN 4-04-727659-6

### コミックアンソロジー
- 大帝国コミックアンソロジー(DNAメディアコミックスGIGA) 一迅社刊 ISBN 978-4-7580-0642-2
- 大帝国コミックアンソロジー2(DNAメディアコミックスGIGA) 一迅社刊 ISBN 978-4-7580-0657-6
- マジキュー4コマ 大帝国 1(マジキューコミックス) エンターブレイン刊 ISBN 978-4-0472-7386-3
- マジキュー4コマ 大帝国 2(マジキューコミックス) エンターブレイン刊 ISBN 978-4-0472-7601-7

### 小説
箸：浜崎達也、イラスト：江端里沙
- 大帝国（上） 宙の魔女 黄金の鷲（講談社ラノベ文庫）講談社刊 ISBN 978-4-06-375215-1
- 大帝国（下） 鼠と王女 星海の果（講談社ラノベ文庫）講談社刊 ISBN 978-4-06-375232-8

### 漫画
作画：天道龍馬、連載誌：電撃HIME
- 大帝国FANCISM 01（電撃ジャパンコミックス）アスキー・メディアワークス刊 ISBN 978-4-04-886487-9
- 大帝国FANCISM 02（電撃ジャパンコミックス）アスキー・メディアワークス刊 ISBN 978-4-04-886973-7
- 大帝国FANCISM 03（電撃ジャパンコミックス）アスキー・メディアワークス刊 ISBN 978-4-04-891413-0

## 反響

### 受賞・ランキング
- Getcu.com美少女ゲーム大賞2011
  - システム部門：3位[1]
  - ミュージック部門：15位[2]